# Tap: Book of Angels Volume 20
Tap: Book of Angels Volume 20 je dvacátá část série Book of Angels amerického hudebníka a skladatele Johna Zorna, ve které různí hudebníci interpretují jeho skladby. Na tomto albu nahrál šest skladeb jazzový kytarista Pat Metheny, který obsluhuje všechny nástroje mimo bicí, na které hraje Antonio Sánchez. Album vyšlo v květnu 2013 u vydavatelství Tzadik Records ve spolupráci s Nonesuch Records.

## Seznam skladeb
Autorem všech skladeb je John Zorn.
| Pořadí         | Název          | Délka |
| -------------- | -------------- | ----- |
| 1.             | Mastema        | 7:19  |
| 2.             | Albim          | 9:07  |
| 3.             | Tharsis        | 5:54  |
| 4.             | Sariel         | 11:09 |
| 5.             | Phanuel        | 10:55 |
| 6.             | Hurmiz         | 6:12  |
| Celková délka: | Celková délka: | 50:36 |

## Obsazení
- Pat Metheny – barytonová kytara, elektrická kytara, akustická kytara, sitárová kytara, basová kytara, klavír, klávesy, perkuse, křídlovka, bandoneon, orchestrální zvony, orchestrální marimba, elektronické efekty
- Antonio Sánchez – bicí